# Dipoma
Dipoma é um género botânico pertencente à família Brassicaceae.